# Dymasius festivus
Dymasius festivus är en skalbaggsart som beskrevs av Holzschuh 2006. Dymasius festivus ingår i släktet Dymasius och familjen långhorningar. Inga underarter finns listade i Catalogue of Life.